# Cyclosa trilobata
Cyclosa trilobata är en spindelart som först beskrevs av Arthur Urquhart 1885.  Cyclosa trilobata ingår i släktet Cyclosa och familjen hjulspindlar. Inga underarter finns listade i Catalogue of Life.